# 義大利飲食

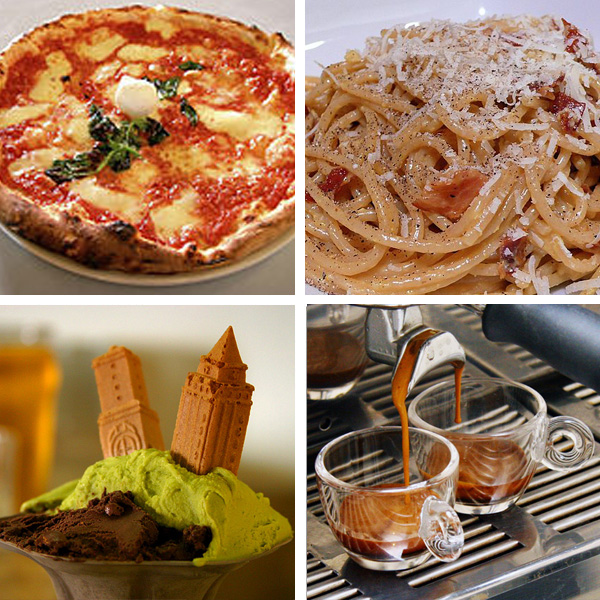
順時鐘自左上——最經典的幾道意大利料理：拿坡里披薩、卡波納拉義大利麵、義式濃縮咖啡、意式冰淇淋等。

義大利飲食是指源自義大利地區的獨特飲食文化，亦是全球範圍內傳播最廣的菜系，其適口性廣泛，能迎合不同國籍、宗教與文化背景的人群，並以此聞名。由於影響絕大多数歐洲菜系的發展深遠，故也誉为“西餐之母”。
意大利菜屬於地中海料理的一個分支，還融合了許多西歐精緻飲食的元素，其一切成份、食譜和烹飪技術均是圍繞著意大利半島發展而來的。隨著19世紀的意大利僑民的移民浪潮，意大利菜大量流入美國和南美國家，再借由美式義大利菜而快速擴散到全世界。義大利人的飲食習慣以麵食、米食和蔬菜為主，其中不乏一些外來食物，例如美洲的馬鈴薯、蕃茄、辣椒、玉米和甜菜，至少從18世紀開始，這些美洲蔬菜就成為了意大利料理的必備食材。根據YouGov在2019年以及CNN在2021年的評選調查，意大利菜均獲得“全球最高人氣料理”中的第一名。
意大利美食有強烈的“去中心化”傾向，全國各地的飲食文化可謂是天差地別，而且每個大區內都有著一套根深蒂固的傳統。既使以最粗略的方式來劃分，也能分出北意大利、中意大利和南意大利這三大菜系。義大利的前身是西羅馬帝國，該國於西元476年滅亡後分裂成十幾個小邦國，這些意大利小邦在此後的1300年中都維持著主权獨立，还演化出各自独特的料理模式，直到西元1861年才重新合體為一个統一的意大利。由於擁有這樣長期分裂的歷史，导致在同一個義大利大區之內也會出現好幾種風格迥異的菜。加上意大利本身的歷史足夠悠久，大部份歐洲國家都曾经對義大利菜進行過模倣，甚至很多模倣菜到了現代都有好幾百年的歷史。目前義大利食物在全球的分佈甚廣，隨處可見，許多歐美國家的家庭餐廳、酒吧和咖啡廳中所販賣的菜品要麼是意大利菜，要麼就是受到意大利菜的影響。
作為一種以“簡單”為賣點的美食，正宗的意大利菜只需要用到很少的食材、花短短的幾步即可完成，這讓食材本身的品質變得至關重要，以至於意大利廚師必須要用最苛刻的標準去檢查食材是否合格。比起过度複雜化的擺盤噱頭，意大利菜更喜歡集中強化食物的香氣、口感和顏色，這種簡單又高品質的基本架構讓意大利料理變得極易傳播，光是歐盟在2020年一年的意大利餐廳收入就超過2000億歐元。幾個世紀以來，最受歡迎的意大利食譜往往是由普通人創造的，而非某個名廚或者歷史偉人，這也是大部份意大利菜在家中就能完美烹飪的原因。雖然簡單，但意大利政府依然尊重本國的傳統農產文化，推崇人們在四季攝取不同的食材，並堅持採用歐洲最嚴格標準來保護各個大區的原產地 。
地中海氣候為意大利美食奠定絕對的基礎，富含營養的意大利麵、魚類、水果、蔬菜、起司、甜點和葡萄酒是該飲食文化之核心。舉例來說，比萨饼和咖啡（尤其是濃縮咖啡）成為各國輕食的首選 ；柑橘類的水果、開心果和杏仁能讓人體補充好每日必須的維他命；馬斯卡彭奶酪、里科塔奶酪等起司可以作為鹹味的沾醬，也可作為甜味的奶酪；可可、香草和肉桂等香料讓食材充滿異域風味；意式冰淇淋、提拉米蘇和杏仁蛋白軟糕是最著名的意大利甜點。意大利美食的魅力在很大程度上由氣候和歷史交叉而成，這兩者塑造了獨特的義式情調，讓現代的意大利共和國有資格坐擁海量的文化遺產，其中大部份還能獲得歐盟的官方認證。此外，目前意大利是地球上最大的葡萄酒生產國，亦是世界上本土葡萄品種最多的國家。

## 歷史

### 概述
義大利菜不僅是單獨的料理體系，也是意大利文化中的主要组成部份之一。典型的義大利菜會使用大量的、色彩鮮艷的蔬菜、橄欖油、起司和義大利葡萄酒，以紅、綠、白、棕四种色彩為主。義大利菜中既有適合庶民的低價料理，也有最高級的奢華正餐；主食以義大利麵和匹薩為代表，濃縮咖啡、提拉米蘇和義式冰淇淋也在全球範圍內著名。
義大利半島作為世界上最重要的美食發源地之一，歷史也相当久遠，最早可追溯至公元前4世紀，經歷了伊特拉斯坎文明、古羅馬文明、拜占庭文明等諸多古代国家的熏陶而建立其雛形。從5世紀開始，意大利半島逐漸分裂成多個小國，在各地交流有限的狀態下反而催生出各自的獨特飲食習慣。14世紀以後，由於新大陸的發現，義大利菜迎來了馬鈴薯、番茄、菜椒和玉米等美洲植物，這讓義大利菜的蔬菜含量與日俱增。19世紀中期開始義大利統一，政府開始正式將適合地中海氣候的農產品科學培育並量產化，因為義大利行政區劃在幾百年中發生了重大改動，許多原屬區域性的菜餚在傳遍全義大利後又融入當地特色，產生了多種極具地方特色的變體。20世紀中期開始，因為加入歐盟，義大利政府對葡萄酒和各類傳統食材制訂了法定產區（DOC）等相關法律，需要嚴格標註這些食材是產自義大利的哪個專有產區。

### 古羅馬
早在古羅馬時代，由於古羅馬帝國擴張，使羅馬人接觸到很多其他地區的飲食習慣和烹飪技術。當時古羅馬人喜愛聘用希臘人製作面包，又專門於西西里島生產奶酪。而古羅馬人又愛牧養山羊，並種植菜薊和韭蔥。
公元前3世纪，罗马的第一部历史中提到一種圆面饼，加上橄榄油、香料和蜂蜜，置于石上烤熟，是為披薩的前身。

### 中世紀
中世紀義大利經歷阿拉伯人和諾曼人的入侵，兩者也把他們的食材和製法帶來：來自東方的柑橘、菠菜和杏仁，來自北方的有馬介休。另外貿易的興盛也帶來了胡椒。約13世紀，面条成為當地家家戶戶的主食；與此同時大米之引進，也有一種叫risotto的燉飯。

### 近現代
隨著新航路發現，一些來自美洲新大陸的農作物被帶到歐洲，諸如咖啡、番茄、馬鈴薯等等。但早期像番茄，一直都沒有成為義大利菜的元素。要直至十八世紀末，番茄才在義大利菜中不可或缺。
因應咖啡的普及，1629年，意大利第一家咖啡店於威尼斯創立。至1884年，安傑洛·莫里安多在都靈申請了「蒸汽操作的快速製作咖啡飲料的設備」專利（No. 33/256），被視為最早期咖啡機的專利之一。1901年，米蘭人Luigi Bezzera對濃縮咖啡機進行了一系列改進。他對其中一些改進申請了專利，其中第一項於1901年12月19日提交。其標題叫做「對用於快速準備咖啡飲料的機器的改進」（專利號 No. 153/94，61707，於1902年6月5日批准）。在1905年，該專利被Desiderio Pavoni購買，他創建了「La Pavoni」公司，並開始在一個位於米蘭的 Via Parini 街的小作坊工業化生產該機器（每天一台）。
與此同時大批意大利人向海外移民，以及意大利文化的傳播，使意式食品在很多國家都十分流行。全球最大的披薩連鎖店必勝客於1958年在美國堪薩斯州創立，還有於1971年在美國西雅圖成立，售賣濃縮咖啡的星巴克咖啡，但意大利人以其傳統的本土飲食文化為榮，抗拒美國化的義式食品，認為這些美國食品連鎖店售賣的並非真正的意大利菜，所以必勝客和星巴克的分店雖然開遍世界各地，但在作為比薩和濃縮咖啡發源地的意大利，到2018年都仍未有開設分店。

## 地方特色[38]
現在見到的義大利烹飪文化，早在這個國家建立前已經發展起來。在1861年統一以前，義大利還是分裂的許多王國與城邦，不時互相打仗，沒有共通的文化和語言（二戰後才統一了語言和其它文化），義大利烹饪就在這種環境下培育出各種鮮明的風格。
用威尼斯和那不勒斯來舉例，在這兩種文化的烹飪史中，海鮮都是重要的原料。但因為這兩地語言不通，两地的菜品风格迥异。
威尼斯和那不勒斯畢竟隔著450里，博洛尼亚與佛罗伦萨（分別是義大利北部和中部的首府城市）相距只有60公里，卻有不可逾越的差距。烹饪方式正好相反，要他們交流的話只需反其道而行。博洛尼亚的廚師习惯使用價值不菲的食材，以及大量的香料；而佛罗伦萨節儉的烹饪方式则講究控制食材份量，烹调出的食物也嚴格堅守要味道配搭和諧及樸實的原則。
博洛尼亚式做法會將帕爾瑪火腿塞滿小牛肉，包上一層陳年帕爾瑪芝士，以牛油小炒，再用削片白松露把它舖面，舖得幾乎看不見；佛罗伦萨則是取適當大小的Ｔ骨牛排，在炭火上快速地烤一下，最後只借助一點橄欖油和碎黑胡椒的芳香。

### 地勢影響
義大利地域美食還有另一個鮮明的對比-由地勢影響—山野和大海。意大利北部主要由高地和山區組成，全年平均氣溫較低，與鄰近的瑞士相似，乳製品豐富而且善用香草和菇菌調味。意大利南部深入地中海，全年氣候溫和，有利漿果生長，大量峽灣令漁業相當發達，令意大利南部是番茄食品和海鮮主要生產地。由於意大利南部氣候溫暖和乾燥，而且日照充足，是典型的地中海型氣候，適合橄欖樹生長，所以意大利南部是橄欖油的主要產區。
義大利北邊的阿爾卑斯山脈链接了義大利和歐洲內陸，山脈下是義大利唯一的平原：從威尼斯开始，向西穿過倫巴第，直達皮埃蒙特。這片土地是義大利的乳酪區，那裏的人用牛油炒菜，以米和玉米作主食。因為這裏的工廠招來南邊的工人大量生產的意粉和其他麵製品，那些在米蘭和都靈的家庭才能享用到意粉。

### 北部
氣候因素也是義大利美食的一个重要因素，该国有各种各样的气候类型。 都靈位于终年被烈風吹捲的阿爾卑斯山腳，其烹饪风格很浓厚。在都靈以南100公里左右的海岸，卻因背靠亞平寧山脈，常年吹拂地中海的和風，其气候与法國蔚藍海岸無異，是經典義大利青醬pesto的發源地。
同是亞平寧山脈，往東是義大利美食藝術最興旺的地區—艾米利亞-羅馬涅。艾米里亞-羅馬涅幾乎一半是山地一半是平原，整個地區背靠亞平寧山，山腳下是大平原，向東南延伸出去就是亞得里亞海。亞平寧山上的雨水都流經艾米里亞平原進入大海，令這片流沙地異常肥沃。其首府博洛尼亚製作手工意粉的小麥正是從這裏種出來（產量為全國之冠），義大利最頂級的牛奶芝士也是產於此地，更乾脆以艾米里亞的兩座城市命名──帕馬森乾酪。製芝士餘下的乳清用來餵豬，豬最後送到帕爾馬，製成全球聞名的帕爾馬火腿。

### 中部
義大利北區到艾米里亞為止，接下去就進入義大利中部托斯卡纳區。在這一區裏，亞平寧山脈的山麓從東岸遍至西岸，這一區幾乎都是山地，從兩方面影響了烹饪習俗：首先，在半山腰上種樹要比畜牧容易得多，人們大量種植橄欖樹，橄欖油取代牛油成為食用油。其次，這區遠離艾米里亞-羅馬涅的農田，人們不再以白小麥和蛋製成意粉為主糧，改吃不必加蛋，由杜蘭小麥製成的通心粉。

## 主要菜色
- 義大利雜菜湯

### 主食
- 獵人燴雞
- 意大利薄餅
- 意式麵食
- 意大利餃
- 意大利調味飯

### 甜點、飲料
- 意式冰淇淋
- 提拉米蘇
- 卡布奇諾
- 濃縮咖啡
- 拿鐵咖啡

## 特色食品
- 松露菌
- 巴馬臣芝士
- 莫薩里拉芝士
- 馬斯卡彭芝士
- 卡蘇馬蘇乳酪
- 巴馬火腿
- 莎樂美腸
- 意式肉腸
- 風乾豬面頰肉
- 香蒜醬
- 熱那亞醬
- 蕃茄肉醬